# روح ۲
روح ۲ یا الهه ۲ 
(به تلوگویی: Devi 2) فیلمی محصول سال ۲۰۱۹ و به کارگردانی 	ای. ال. ویجی است. در این فیلم بازیگرانی همچون پرابو دوا، تمنا باتیا، ناندیتا سویتا، دیمپل هایاتی، کوای سارالا، سنو سود و ساپتاگیری ایفای نقش کرده‌اند.
این فیلم دنباله فیلم الهه است